# マンテマ
マンテマ（学名： Silene gallica  L. var.  quinquevulnera  (L.) W.D.J.Koch）は、ナデシコ科マンテマ属に属する草本の一種。ヨーロッパ原産の一年草で、日本では江戸時代に観賞用に持ちこまれ後に逸出し野生化し、本州中部以南の河川敷、市街地、海岸などに見られる外来種となっている。

## 特徴
全体に開出毛と腺毛が密に生え、茎は下部から分枝しやや横にはって、上部は直立し高さは 50 cm くらいになる。葉は楕円形で、下部のものは先端の幅が広いへら形となり全縁で柄がなく対生し、長さは 2-4 cm 幅は 0.5-1 cm となる。
花期は春から夏で、茎の先端に直径 1cm の暗赤色で縁の白い 5 弁花を一方向に向けて着いた短い穂を出す。
基本種はシロバナマンテマSilene gallica L. var. gallicaで、花弁の色は白色から淡紅色。

マンテマの花
シロバナマンテマ
の種子